# Malus Intercursus
Malus Intercursus byla obchodní smlouva podepsaná v dubnu 1506 králem Jindřichem VII. Anglickým a vévodou Filipem IV. Burgundským. Smlouva byla podepsána, když byl Filip po přežití ztroskotání lodi uvězněn v Anglii.
Smlouva odstranila veškerá cla na anglický vývoz textilu. Dalším ustanovením bylo dohodnuté manželství ovdovělého Jindřicha VII. s taktéž ovdovělou Markétou Rakouskou, Filipovou sestrou. Toto manželství se však nikdy neuskutečnilo, protože Markéta proti smlouvě a jejím podmínkám protestovala. Další podmínkou smlouvy bylo, že Filip musel předat Jindřichovi do opatrovnictví Edmunda de la Pole, 3. vévodu ze Suffolku. V té době byl Suffolk, který žil v exilu, hlavním dědicem rodu Yorků. Na oplátku Jindřich VII. uznal Filipa a jeho manželku Janu Kastilskou za legitimní vládce Kastilského království a umožnil jim bezpečně opustit Anglii.

## Pozadí a detaily
Pokračující třenice se Společností obchodníků dobrodruhů z Londýna, spolu s Jindřichovou touhou zajistit si Edmunda de la Pole, 3. vévodu ze Suffolku, hlavního yorkistického dědice, který se skrýval v Burgundsku, vedly Jindřicha k pokusu o další jednání, a to i po ratifikaci Intercursus Magnus v roce 1496. Ztroskotání lodi v roce 1506 nechalo Filipa, který byl na cestě k získání kastilského dědictví své manželky, Jany Šílené, uvězněného v Anglii. To umožnilo Jindřichovi vyjednat Intercursus Malus („zlá smlouva“, takto pojmenovaná z nizozemského pohledu, protože byla příliš výhodná pro anglické zájmy), která měla nahradit Intercursus Magnus.
Tato náhrada odstranila veškerá cla na anglický vývoz textilu bez reciprocity a s minimální kompenzací pro Burgunďany. Devětačtyřicetiletý Jindřich, který ovdověl před třemi lety, si také zajistil sňatek s Filipovou sestrou, šestadvacetiletou, dvakrát ovdovělou Markétou. Nakonec byl Filip Burgundský donucen vydat Edmunda de la Pole. Jindřich také uznal Filipa a Janu za vládce Kastilie (protože královna Isabela I. Kastilská zemřela v roce 1504). Po předání de la Polea bylo Filipovi a Janě umožněno opustit Anglii po nuceném šestitýdenním pobytu.
Markétin nesouhlas—jak s manželstvím, tak se smlouvou obecně—znamenal, že po Filipově smrti v září téhož roku a Markétině jmenování místodržitelkou habsburského Nizozemí (a faktickou vládkyní), smlouva nebyla ratifikována a byla místo toho nahrazena třetí smlouvou v roce 1507, která opakovala podmínky té první.